# Riverton (Wyoming)
Riverton is een plaats (city) in de Amerikaanse staat Wyoming, en valt bestuurlijk gezien onder Fremont County.

## Demografie
Bij de volkstelling in 2000 werd het aantal inwoners vastgesteld op 9310.
In 2006 is het aantal inwoners door het United States Census Bureau geschat op 9728, een stijging van 418 (4,5%).

## Geografie
Volgens het United States Census Bureau beslaat de plaats een oppervlakte van
25,3 km², geheel bestaande uit land.

## Geboren
- Lance Deal (21 augustus 1961), kogelslingeraar

## Plaatsen in de nabije omgeving
De onderstaande figuur toont nabijgelegen plaatsen in een straal van 68 km rond Riverton.